# Smith & Wesson Model 30
Smith & Wesson (S&W) Model 30 — револьвер калибров .32 S&W Long и .32 S&W, производившийся компанией Smith & Wesson в 1948—1976 гг.
Конструктивно схож с револьвером той же фирмы Hand Ejector образца 1903 года, основной элемент — стандартная рама S&W типа «I» (I-frame)
С 1948 по 1957 данный образец именовался «Model .32 Hand Ejector», рама скреплялась пятью винтами.
В 1958 револьвер был модифицирован: боевая пружина стала витой, а раму теперь крепили 4 винта. Этот её вариант назывался «Improved I-Frame». Тремя годами позже, в 1961, производство рамы типа «I» было прекращено, её сменила несколько удлинённая трёхвинтовая рама типа «J» («J-Frame»).
Выпускалась револьверы со стволами длиной 2, 3, 4 и 6 дюймов, с округлой нижней частью рукояти, как воронённые, так и никелированные.

## Варианты
Аналогичный револьвер, но с плоской нижней частью рукояти, первоначально именовавшийся «Model .32 Regulation Police» производился в то же время, что и «Model .32 Hand Ejector» и претерпевал те же модернизации; его вариант, выпускавшийся после 1958 года именовался Model 31.

## В кино
В фильме «Криминальное чтиво» во время ограбления закусочной, Ринго (Тим Рот) использует Smith & Wesson Model 30.